# Der irische Pächter
Der irische Pächter ist eine von Olga Eschenbach (geborene Johanna Hering) geschriebene Erzählung, die im Rahmen des Sammelbandes Der Seele Schönheit mit drei weiteren Geschichten veröffentlicht wurde. Sie handelt von der jungen Frau Molly, die mit ihrer verarmten Familie in Irland viel Leid durchstehen muss, bevor sie durch eine fromme Entscheidung ihrerseits wieder zu Besitz und Glück gelangen.

## Handlung
Die Erzählung Der irische Pächter handelt von einer Familie, bestehend aus einem Vater und seinen zwei Töchtern Molly und Kitty, die in sehr armen Verhältnissen in einer Hütte in Irland wohnen. Sie ist aus der Sicht der siebzehnjährigen Molly erzählt, die durch den Tod der Mutter viel Verantwortung für ihre kleine und noch dazu erblindete Schwester Kitty trägt.
Zu Beginn der Erzählung sitzen die beiden Schwestern alleine zuhause und warten auf ihren Vater, der unterwegs ist, um im Dorf ihre spärliche Kartoffelernte gegen andere Waren einzutauschen. In dieser Szene werden die Verhältnisse, in denen die kleine Familie lebt, sehr deutlich, denn es wird beschrieben, wie die beiden Schwestern frieren, Hunger leiden und sehnlichst auf die Rückkehr des Vaters warten. Trotz der schlimmen Verhältnisse spricht Molly ihrer kleinen Schwester Mut zu und geht schließlich hinaus, um nachzusehen, ob der Vater nicht doch bald kommen möge. Tatsächlich trifft dieser kurz darauf draußen auf seine Tochter, kehrt jedoch erschüttert und mit schlechten Nachrichten zurück. Auf seinem Rückweg aus dem Dorf hatte er einen Schuss vernommen und musste mit Schrecken feststellen, dass der Jäger ihr einziges Hab und Gut, ein Schwein, das sich losgerissen hatte und auf fremdes Land gelaufen war, erschossen hat. Er präsentierte ihm hämisch das tote Tier und gab ihm nur den Kopf mit, um gleichzeitig zu verkünden, dass die Familie am nächsten Tag aus der Hütte vertrieben wird, wenn sie ihre Pacht nicht bezahlen.
In diesem Zusammenhang erfährt der Leser, dass der Vater kurz vor dem Tod der Mutter das Haus verkaufen musste, um sie dort bis zum Schluss weiter zu pflegen. Er ist nun also seit sieben Monaten nur noch Pächter des Hauses, kann die Pacht jedoch nicht zahlen und wird es nun – ohne das Schwein – auf keinen Fall bis zum nächsten Tag schaffen, das Geld aufzutreiben.
So kommt es dazu, dass am nächsten Morgen der Jäger und der neue Gutsherr der Ländereien die Familie aus ihrem Zuhause vertreiben. Trotz des Flehens des Vaters lassen sie sich nicht dazu erweichen, ihre Meinung zu ändern. Von ihren gnädigen Nachbarn bekommt die Familie wenige Habseligkeiten und Essen geschenkt, bevor sie sich ohne Bleibe in die Natur aufmachen muss. Sie finden eine Höhle in der Nähe des Meeres, die ihnen Schutz vor dem Wetter und anderen Gefahren bietet, und leben fortan dort.
In der nächsten Szene sind die beiden Schwestern wieder allein, denn der Vater ist erneut losgezogen, um sich Arbeit zu suchen und die Familie so vor dem Hungertod zu bewahren. Während Molly ein Kleid für Kitty näht, vernehmen sie klagende Geräusche von außerhalb der Höhle und Molly geht hinaus, um nachzusehen. Zunächst denkt sie, dass der wütende Sturm ein Schiff zum Kentern gebracht hätte, doch dann findet sie den Körper eines älteren Mannes, der aus einer Wunde am Kopf blutet. Mit großer Mühe zieht sie ihn zu sich in die Höhle und versorgt seine Wunde. Nachdem sie sein Gesicht gesäubert hat, erkennt sie jedoch, dass der Mann, der ohnmächtig vor ihr liegt, der Gutsherr ist, der sie aus ihrem Zuhause vertrieben hat. Es stellt sich als ihre persönliche Prüfung heraus, ob sie sich dazu überwinden kann, gerade diesem Mann zu helfen. Als gute Seele und gottesfürchtiges Mädchen entscheidet sie sich jedoch dazu und pflegt den Gutsherren in der Höhle, bis ihr Vater wiederkommt.
Dessen Ankunft enthüllt, dass der verletzte Gast nicht nur der Gutsherr ist, sondern auch der Großvater der beiden Schwestern, der seine Tochter verstoßen hat, nachdem diese nicht nach seinen Vorstellungen heiraten wollte und der Familie ihres zukünftigen Mannes (dem Vater der Schwestern) damals sein Land genommen hatte. Mollys Vater ist zunächst überrumpelt davon, dass genau dieser nun von seiner Tochter gepflegt wurde und fleht Gott an, ihm bei dieser Prüfung zu helfen. Der Großvater der Schwestern tritt genau in diesem Moment aus der Höhle und hört die Gebete des Vaters. Er entschuldigt sich für seine Taten und sagt, wie sehr er sein Verhalten bereut. Diese Versöhnung rettet die Familie und sie leben fortan drei Jahre lang mit dem Gutsherren in dessen Haus, bis er schließlich verstirbt.
Nach seinem Tod ziehen die drei auf das Land ihres Vaters, das nun wieder in seinem Besitz ist. In der Stadt hört Molly von einem Bettler, dass im Nachbardorf ein Mann schon mehrere Blinde geheilt hätte und sieht eine Chance, ihre Schwester endlich von ihrem Leiden zu befreien. Alle zusammen suchen sie den jungen Arzt auf, der Kitty tatsächlich durch eine kleine Operation wieder sehen lässt. Die Familie ist ihm unendlich dankbar und als der Vater fragt, wie er ihn entlohnen kann, da wünscht sich der junge Mann, um Mollys Hand anhalten zu dürfen. Dem wird zugestimmt und die beiden werden Mann und Frau. Später heiratet auch noch Kitty und als Jahre später der Vater der beiden stirbt, tut er es in Frieden, da es seiner Familie endlich gut geht.

## Einordnung
Die Erzählung Der irische Pächter ist zusammen mit drei weiteren Erzählungen in dem Sammelband Der Seele Schönheit im Jahr 1845 veröffentlicht worden.
Erzählungen
1. Vergissmeinnicht (Erzählung)
2. Der irische Pächter
3. Wohltat und Dankbarkeit
4. Die Perlen

Wie in dem Artikel zu Vergissmeinnicht (Erzählung) erwähnt, sind die drei auf die autobiographische Erzählung folgenden Texte Geschichten, die die Autorin Olga Eschenbach von ihrer Erzieherin Gertrud erzählt bekommen hat und nun erneut weitergibt.
Der irische Pächter unterscheidet sich jedoch inhaltlich deutlich von der vorangegangenen Erzählung Vergissmeinnicht, denn das für Mädchenbücher typische Schema der jungen Frau, die aus behüteten Verhältnissen herausgerissen wird und durch eine göttliche Fügung ihr Glück wiederfindet, trifft auf Molly nur teilweise zu. Der Erzählung nach lebt sie schon ihr Leben lang in Armut und kennt das Leben einer jungen Frau der Oberschicht, die die Hauptlesergruppe des Sammelbandes dargestellt hat, nicht. Hinzu kommt, dass sie nicht wie Gertud aus Vergissmeinnicht durch einen Traum, sondern eine aktive, fromme Handlung ihrerseits (den Gutsherren zu pflegen, obwohl dieser ihnen ihr Haus genommen hat), ihre Familie rettet. Wie in Backfischromanen üblich, kommt jedoch auch Molly gänzlich in ihrem persönlichen Frieden an, indem sie heiratet und so ihre eigene Familie gründet.
In den detaillierten Schilderungen der irischen Landschaft und den Lebensverhältnissen dort zeigt sich, dass sich die Autorin Olga Eschenbach in ihrem Leben nicht nur in Deutschland aufgehalten hat und an anderen Ländern interessiert war. Es ist durchaus möglich, dass sie ihr Wissen über Irland während ihrer Zeit als Gesellschaftsdame in England erwerben konnte.

## Literarische Besonderheiten
Der irische Pächter wird aus einer auktorialen Erzählperspektive erzählt. Diese verstärkt den Anschein, die Geschichte von der Erzieherin Gertrud erzählt zu bekommen, obwohl diese nicht wie in mancher der anderen Erzählungen explizit als Erzählstimme genannt wird. So beginnt zum Beispiel eine Szene mit den Worten:
„In einer durch den Einsturz eines Felsstückes gebildeten und nicht gar fern von den Meereslüften gelegenen Höhle finden wir, etwa vierzehn Tage nach dem eben erzählten Ereignisse, die unglückliche Familie wieder.“.
Außerdem weist die Erzählung eine sehr bildliche und metaphorische Sprache auf, die sich besonders deutlich in den Beschreibungen des irischen Wetters zeigt, das nicht selten die aktuelle Lage der Familie widerspiegelt.
„dicke, graue Nebel umhüllten die Häupter der einzelnen, umherliegenden Berge, wogten zuweilen herab, und eilten, vom heftigen Winde gejagt, gleich riesigen Geistergestalten, pfeilschnell vorüber.“